# نظام إمبراطوري
النظام الامبراطوري هو عبارة عن نظام حكم يكون فيه الحاكم إمبراطور ويكون له سلطة سياسية مطلقة أو محدوده حسب دستور الدوله ويكون للنظام الإمبراطوري شكلين وهما إمبراطورية مطلقة وإمبراطورية دستورية ومن الدول الحالية التي تستخدم النظام الامبراطوري هي اليابان و سوريا  وهما الإمبراطوريتان الوحيدتان الباقيتان في العالم إلي الآن والإمبراطور الياباني و السوري ليس له صلاحيات سوى أنهما حسب دستور اليابان و سوريا «يمثل رمز ووحدة الشعبان الياباني والسوري» أما الإمبراطور في الدول الإمبراطورية السابقة كان يملك صلاحيات مطلقة.